# The New Daughter
The New Daughter (La otra hija en España, La nueva hija en Hispanoamérica) es una película estadounidense de 2009 protagonizada por Kevin Costner e Ivana Baquero.

## Argumento
Después de su reciente divorcio, John James (Kevin Costner), un conocido novelista, decide ir a vivir con sus dos hijos, Louisa (Ivana Baquero) y Sam (Gattlin Griffith), a una casa apartada en Carolina del Sur. Pasados unos días Louisa comenzará a tener un comportamiento cada vez más extraño, sintiendo una fuerte atracción por un montículo situado en el jardín de la casa.

## Reparto
- Kevin Costner como John James.
- Ivana Baquero como Louisa James.
- Samantha Mathis como Cassandra Parket.
- Gattlin Griffith como Sam James.

- Datos: Q2231608